# Ростиславль Рязанский
Ростиславль Рязанский — исчезнувший древнерусский город, находившийся на берегу Оки, недалеко от современного села Сосновка в Озёрском районе Московской области. Основан в 1153 году князем Ростиславом Ярославичем Рязанским. Заброшен в XVII веке.

## История
На правом берегу реки Оки находятся палеолитические стоянки Ростиславль-1 и Ростиславль-2. В I тысячелетии до нашей эры на месте будущего города располагалось укреплённое поселение дьяковской культуры.
Об основании Ростиславля известно из Никоновской летописи: «Князь Ростислав Ярославич Рязанский создал во имя своё град Ростиславль у Оки реки». Событие это произошло, согласно летописи, в 6661 году от сотворения мира. В мае 1183 года Ростиславль стал одним из пунктов сбора войска коалиции русских князей для похода в Волжскую Булгарию, которую возглавлял Всеволод Большое Гнездо.
В конце XIII века высота древо-земляных стен Ростиславля Рязанского составляла примерно 2 м. Впоследствии городская стена была увеличена в высоту и ширину.
В 1342 году князь Ярослав Александрович перенёс столицу Рязанского княжества из Переяславля в Ростиславль. С этим были связаны кровавые события. В 1340 году рязанский князь Иван Иванович Коротопол убил своего родственника Александра Михайловича Пронского в пылу борьбы за власть. Через два года его сын Ярослав получил от хана Джанибека ярлык на рязанское княжение и татарское войско. В 1342 году Ярослав взял Переяславль и выгнал оттуда своего дядю Ивана. Однако оставаться в городе, который взял с помощью татар, не решился и перенёс столицу в один из крупнейших городов Рязанского княжества того времени. Вероятно, Ростиславль-Рязанский оставался столицей на протяжении ещё двух лет, до смерти Ярослава Пронского в 1344 году.
С присоединением в 1521 году Великого княжества Рязанского к Москве Ростиславль Рязанский утратил своё значение крупного центра, уступив его соседнему Зарайску, где к 1531 году была выстроена кирпичная крепость. Во время борьбы с крымскими татарами Ростиславль Рязанский оказался одним из многочисленных укреплений вдоль Оки. Вероятно, в это время неоднократно разорялся, вследствие чего и пришёл в упадок. Книга Большому Чертежу, составленная в 1627 году, ещё называет Ростиславль-Рязанский в качестве географического пункта на Оке, но городом он в ней не назван. Наиболее сильно город пострадал в Смутное время, когда был полностью разорён отрядом атамана Заруцкого.
В 1874 году территория Ростиславля Рязанского использовалась крестьянами как пашня. В XX веке здесь были огороды местных жителей, потом — яблоневый сад. В настоящее время городище Ростиславль-Рязанский частично поросло лесом, а большая часть его площадки покрыта травостоем.

## Городище
Городище Ростиславля расположено на площадке, близкой по форме к остроугольному треугольнику. Она находится на мысу, образованном правым высоким берегом Оки и прорезающим берег оврагом. С напольной стороны площадка ограничена валом длиной 150 м, проведённым от края склона в долину Оки до оврага. Общая протяжённость стен бывшей крепости составляет 350 м. Главные ворота находились с валу с напольной стороны и были, вероятнее всего, защищены деревянной надвратной башней. Ширина крепостного вала у основания доходила до 16 м, а высота — до 5 м. Поверхность площадки возвышалась над уровнем воды в Оке на 35—40 м. Перед валом был вырыт ров шириной до 15 м. Ростиславль делился на три части:
- небольшой детинец у окончания мыса,
- отделённый от него небольшим валом окольный город, защищённый внешним валом с главными воротами,
- неукреплённый посад перед ними.

## Археологические исследования
В 1994 году на городище Ростиславля начались масштабные археологические работы. С 2000 года здесь ежегодно трудится Ростиславская археологическая экспедиция Института археологии РАН под руководством В. Ю. Коваля. В Ростиславле обнаружены эпиграфические памятники — обломок белокаменного креста домонгольской эпохи с надписью, упоминающей человека по имени Комлята, и горшок с надписью, прочерченной древнерусским гончаром книжным кириллическим шрифтом по ещё сырой поверхности: «[д]ал гороноц Юрию, а кто возме а да и…». По данным палеографии и археологии, надпись на горшке датируется не позже первой половины XIII века. Граффито трактуется как дарственная надпись от  неизвестного человека Юрию, которая одновременно содержит заклятье от вора. В древнерусской эпиграфике прямых аналогий ростиславскому граффито не существует, но есть прямая параллель в былине о Дунае, где описана надпись на богатырской чаре, в которой имеется запрет владельца на питьё из его пиршественной чаши и угроза смертью нарушителю запрета. Р. С. Липец в качестве аналогий привела граффито XI века на корчаге из Киева и надпись на заздравной чаре черниговского князя Владимира Давыдовича (1139—1151). Ещё одну параллель даёт надпись на дне берестяного лукошка из Новгорода, датируемая первой четвертью XII века (берестяная грамота № 957), которая содержит название предмета, имя владельца (Войбуда), проклятье тому, кто уколдует этот предмет, имя автора надписи (Шевко).

Артефакты, найденные при археологических раскопках городища Ростиславль
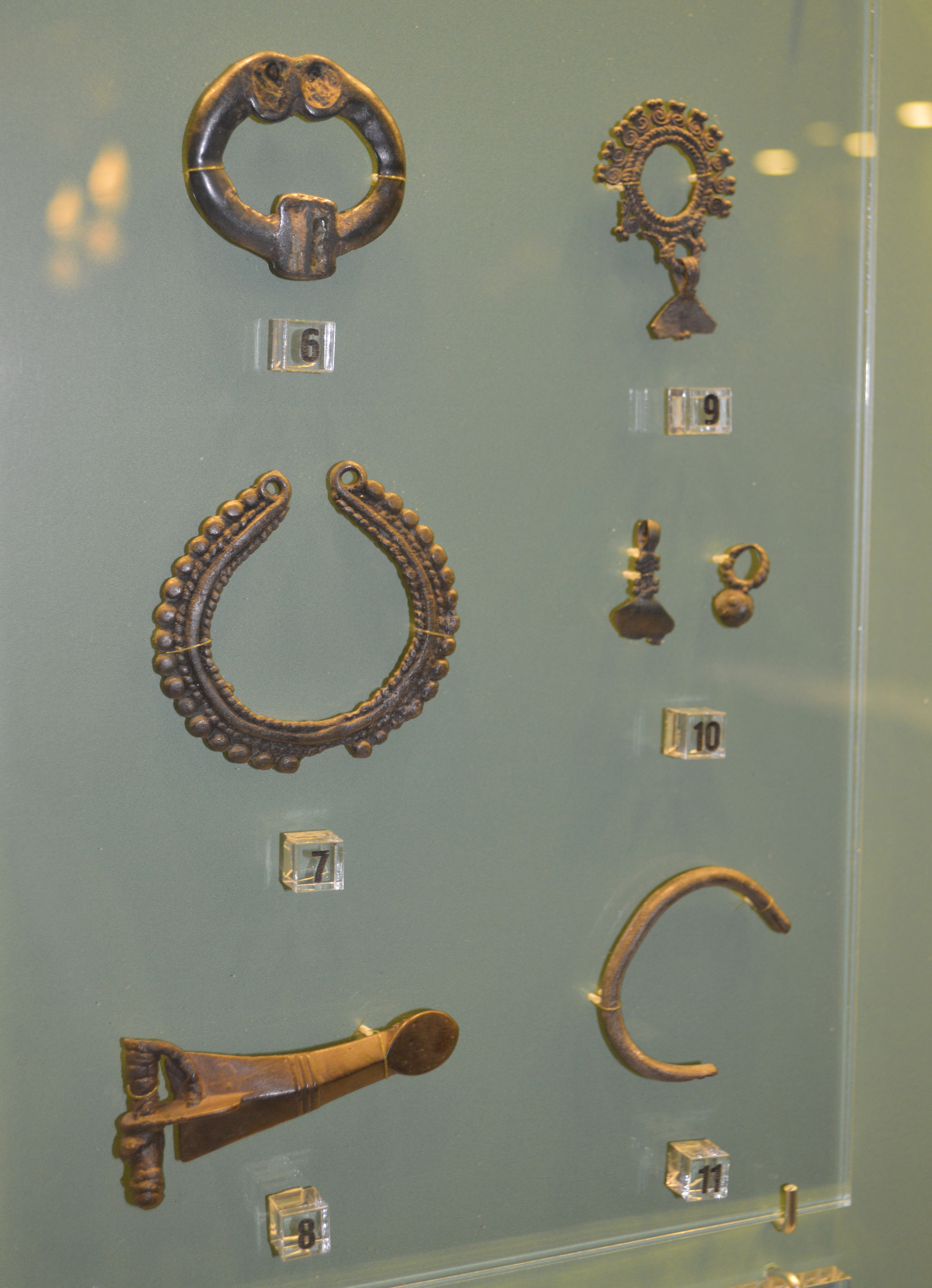
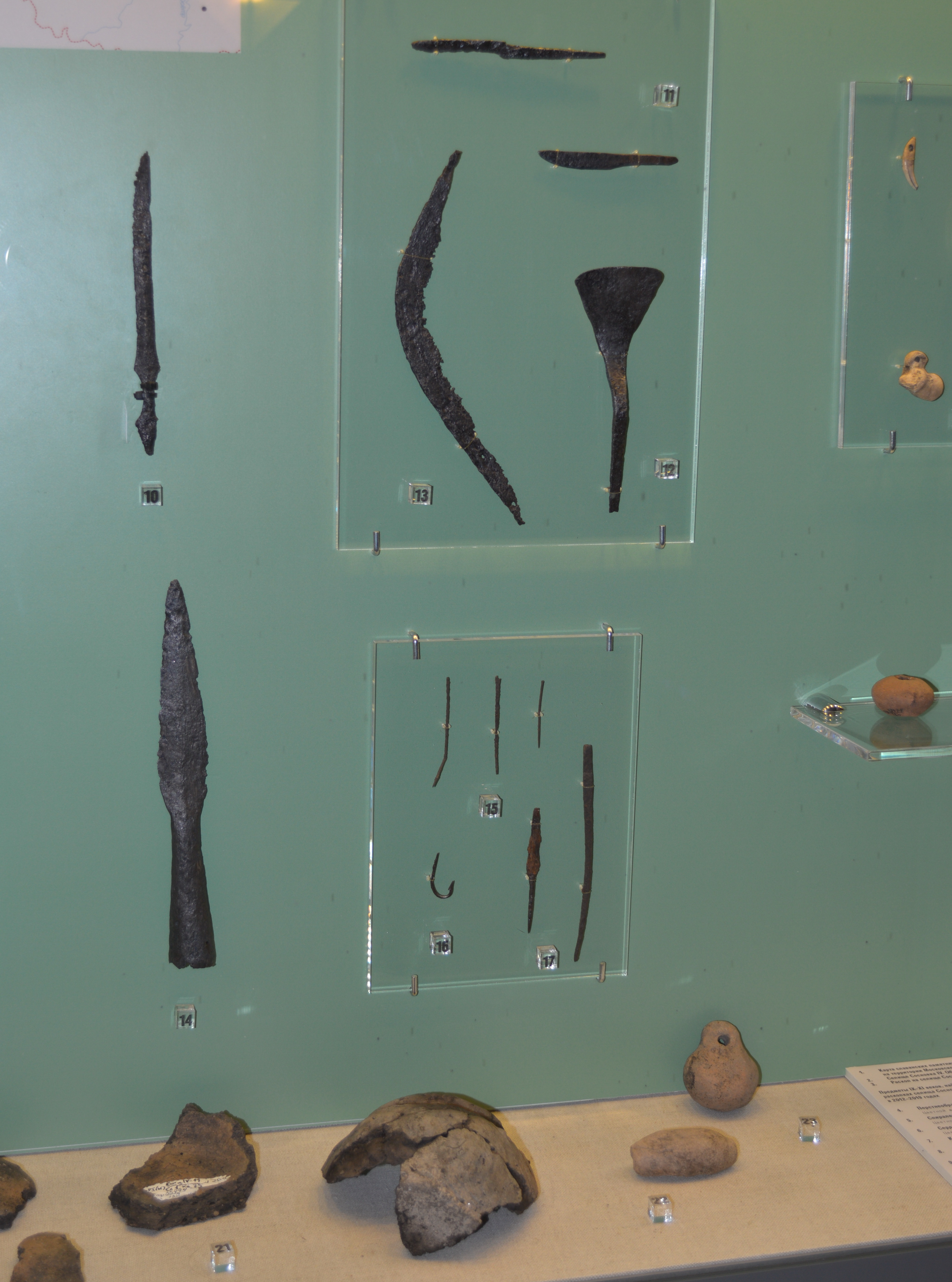
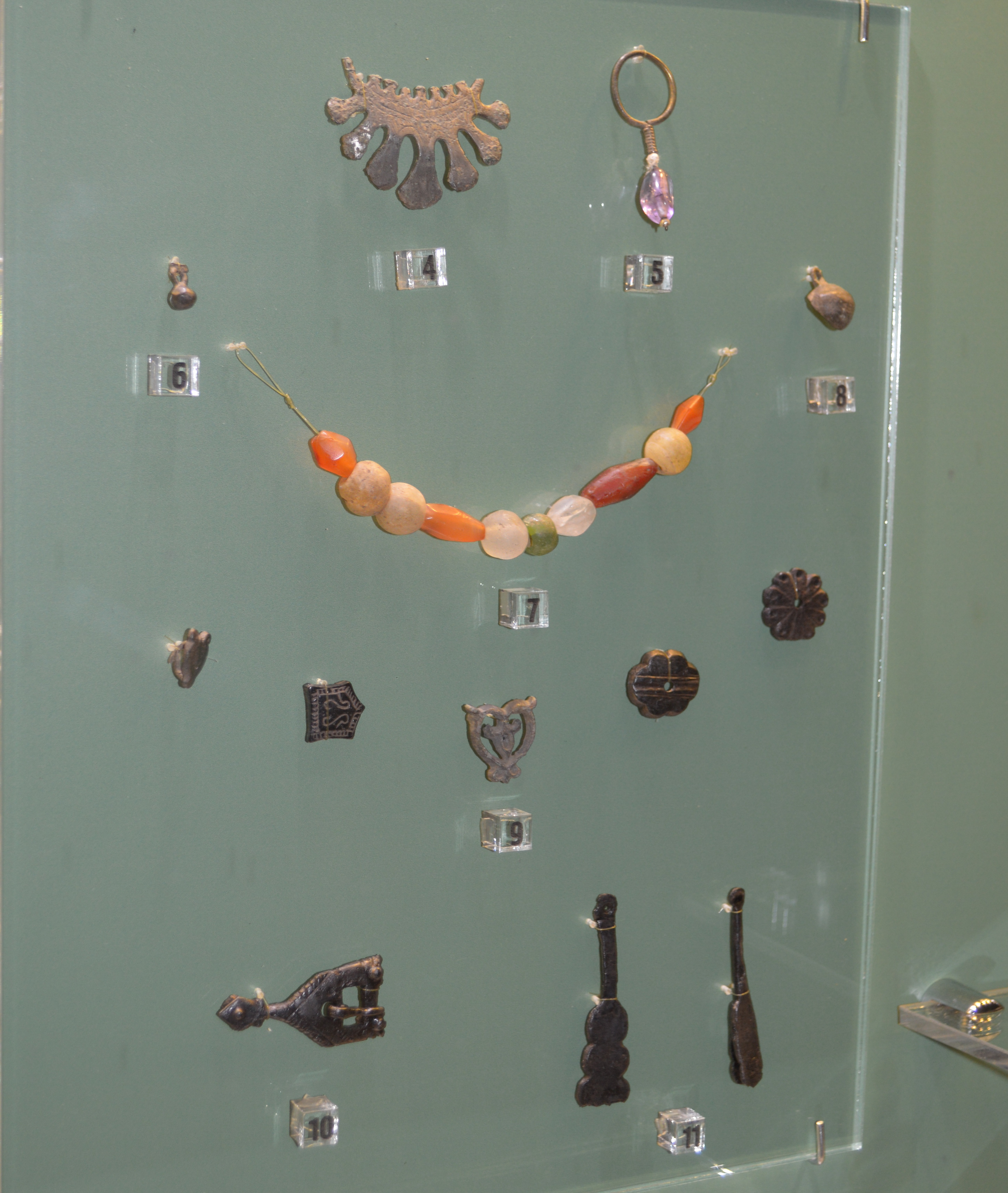
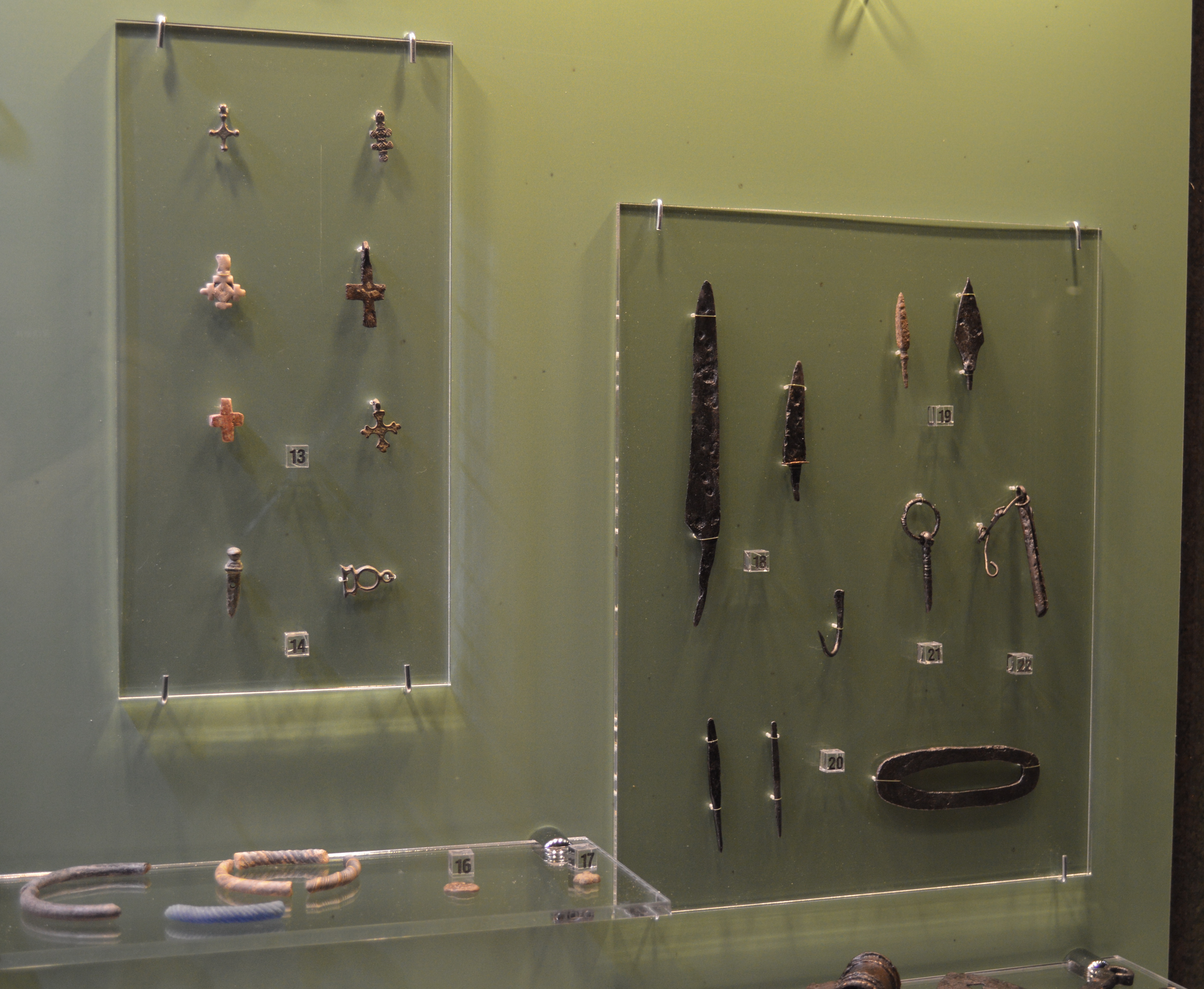
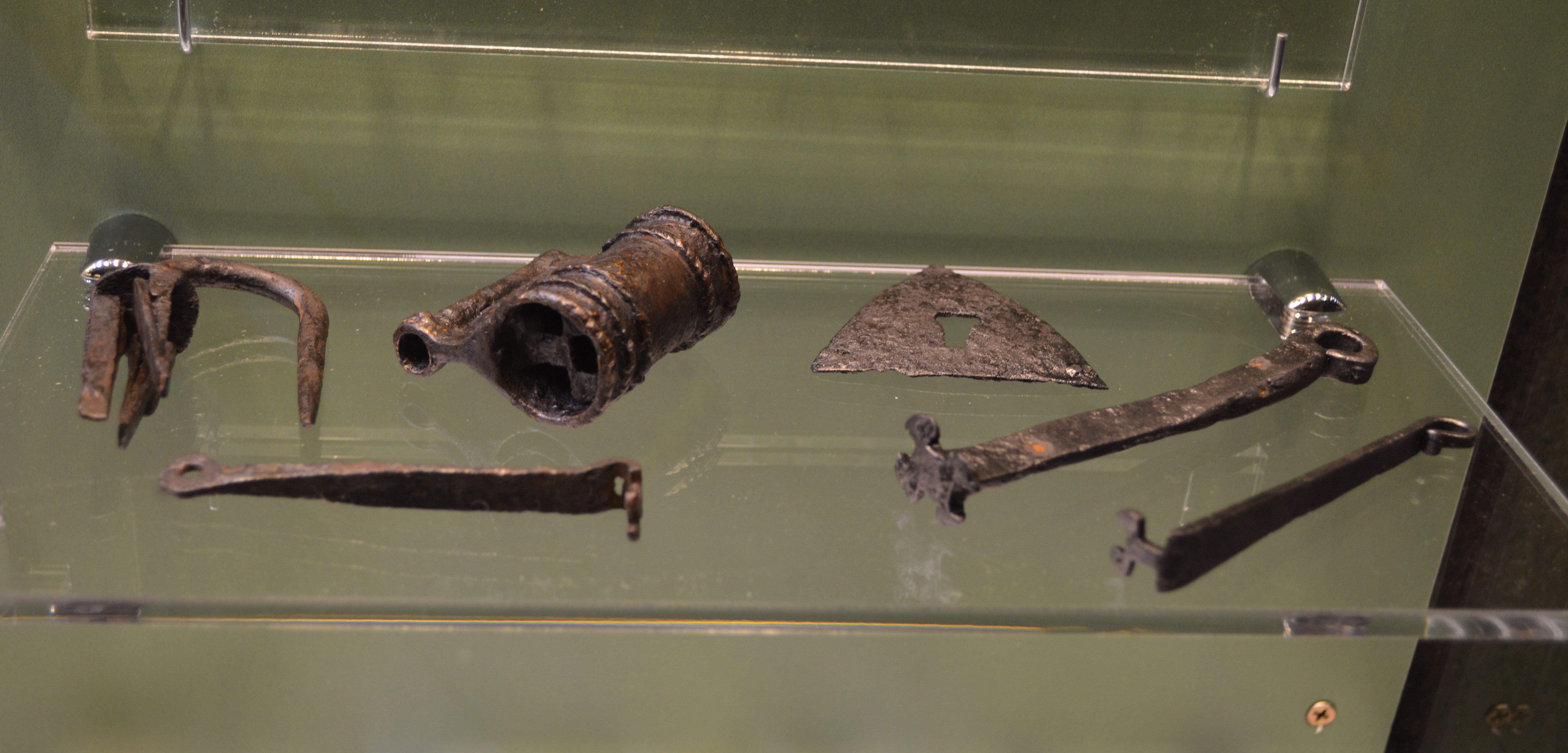